# Bashanosaurus
Bashanosaurus („ještěr z lokality Bašan“) byl rod stegosaurního ptakopánvého dinosaura, který žil v období střední jury (geologický věk bajok, asi před 168 miliony let) na území dnešní čínské provincie Čchung-čching.

## Objev a význam
Fosilie tohoto dinosaura byly objeveny roku 2016 v sedimentech souvrství Ša-si-miao (anglicky Shaximiao). Formálně byl typový druh B. primitivus popsán roku 2022. Typový exemplář nese označení CLGPR V00006-1 a jedná se o neúplnou kostru nedospělého (subadultního) jedince o délce asi 2,8 metru.
Jedná se o jednoho z nejstarších známých zástupců kladu Stegosauria vůbec, spolu s rodem Chungkingosaurus. Vzdáleně příbuzný byl také severoafrický rod Adratiklit. Anatomicky se tento dinosaurus značně podobá staršímu a vývojově primitivnějšímu evropskému rodu Scelidosaurus.

## Paleoekologie
Bashanosaurus byl součástí megafauny pozdně jurských dinosaurů, žijících na území současné Číny. Mezi jeho současníky patřily například rody Chialingosaurus a Tuojiangosaurus (stegosauridi) nebo sauropodi Mamenchisaurus a Omeisaurus. Mezi predátory, kteří se mohli těmito dinosaury živit, patřil například rod Yangchuanosaurus.